# Azerat
Azerat – miejscowość i gmina we Francji, w regionie Nowa Akwitania, w departamencie Dordogne.
Według danych na rok 1990 gminę zamieszkiwało 407 osób, a gęstość zaludnienia wynosiła 20 osób/km² (wśród 2290 gmin Akwitanii Azerat plasuje się na 785. miejscu pod względem liczby ludności, natomiast pod względem powierzchni na miejscu 516.).